# Notou (minéralier)
Pour l'oiseau également appelé Notou, voir Carpophage géant.
Le Notou est un minéralier à vapeur de 2 489 tonneaux construit en 1929, sous le nom de Margam Abbey.
Il est acheté en Angleterre en 1936 par la société Le Nickel pour transporter du charbon destiné à alimenter les hauts fourneaux de l’usine métallurgique de Doniambo à Nouméa. Il est coulé en août 1940 par un navire corsaire allemand, lors d'un voyage de retour d'Australie, à proximité des côtes de Nouvelle-Calédonie.

## La fin duNotou
Le 16 août 1940, sous le commandement du capitaine Louis Jego et de son second capitaine Georges Châtelain, le Notou est arraisonné par l’Orion, un croiseur auxiliaire allemand croisant au large de Nouméa, qui le coule après avoir transbordé l’équipage et les officiers du bord. Une partie des marins du Notou est libérée le 21 décembre 1940 sur l’ile d’Emirau en Papouasie-Nouvelle-Guinée. Les officiers, restés à bord de l’Orion pendant plus de sept mois consécutifs, arrivent le 3 avril 1941 à Bordeaux d'où ils sont dirigés vers le Stalag X-B de Sandbostel en Allemagne. Ils sont libérés le 28 septembre 1941 par les Allemands contre la promesse de ne pas reprendre les armes contre l’Allemagne.
Le directeur de la SLN de l’époque, Paul Vois, par ailleurs compositeur de musique, était présent à bord et subit le même sort que les officiers. Il fait d'ailleurs le récit de cet abordage et du coulage du navire dans son livre Prisons Flottantes (Editions Delmas -1946).